# Naticoidea
Naticoidea is een superfamilie van weekdieren uit de klasse van de Gastropoda (slakken).

## Familie
- Naticidae Guilding, 1834